# Microcrambus pusionellus
Microcrambus pusionellus là một loài bướm đêm trong họ Crambidae.